# Saint-Vincent-Jalmoutiers
Saint-Vincent-Jalmoutiers is een gemeente in het Franse departement Dordogne (regio Nouvelle-Aquitaine) en telt 213 inwoners (1999). De plaats maakt deel uit van het arrondissement Périgueux.

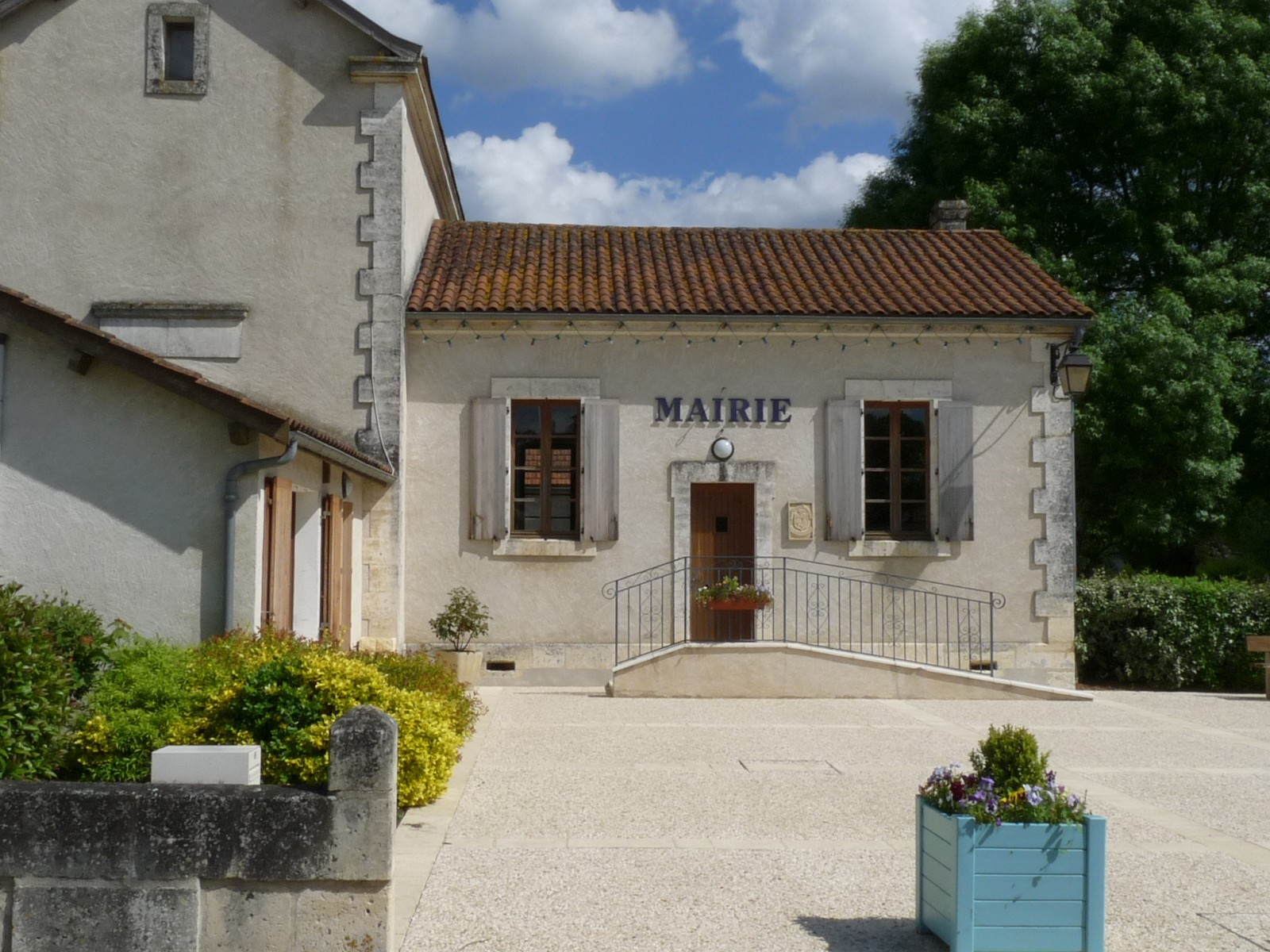
Gemeentehuis
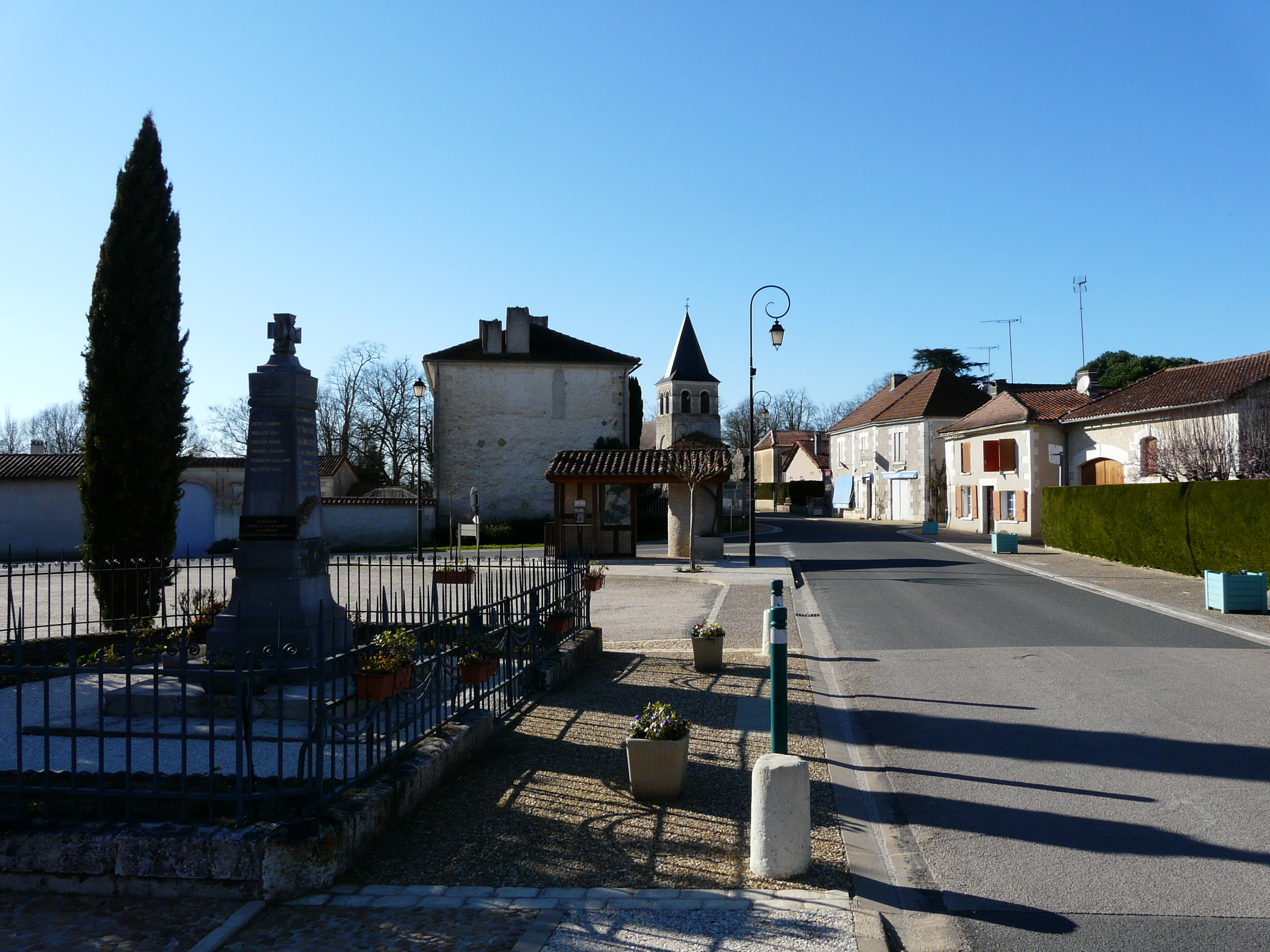
Saint-Vincent-Jalmoutiers

## Geografie
De oppervlakte van Saint-Vincent-Jalmoutiers bedraagt 15,9 km², de bevolkingsdichtheid is 13,4 inwoners per km².
De onderstaande kaart toont de ligging van Saint-Vincent-Jalmoutiers met de belangrijkste infrastructuur en aangrenzende gemeenten.

## Demografie
Onderstaande figuur toont het verloop van het inwonertal (bron: INSEE-tellingen).